# Safdie-Brüder

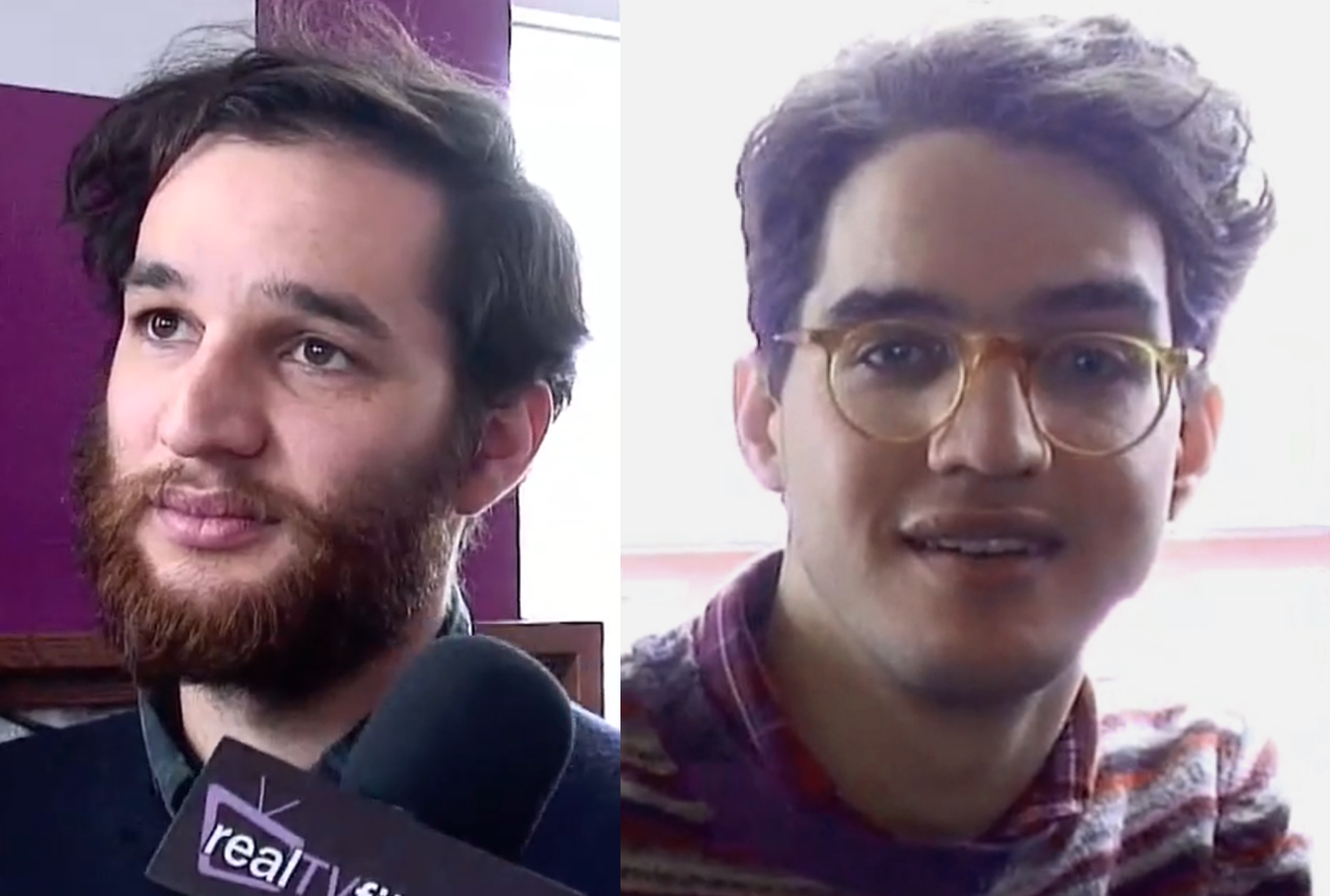
Josh (links) und Benny beim Sundance Film Festival 2010

Joshua „Josh“ Safdie (* 3. April 1984) und Benjamin „Benny“ Safdie (* 24. Februar 1986) sind US-amerikanische Filmschaffende. Große Bekanntheit erlangten die Brüder durch die Filme Good Time (2017) und Der schwarze Diamant (2019).

## Leben
Die Brüder wuchsen in New York bei ihren Eltern Amy und Alberto Safdie auf. Sie verbrachten ihre Kindheit zwischen ihrem Vater in Queens und ihrer Mutter und ihrem Stiefvater in Manhattan. Die Safdie-Brüder sind Juden. Ihr Vater, ein sephardischer Jude syrisch-jüdischer Abstammung, wuchs in Frankreich und Italien auf. Ihre Mutter ist eine aschkenasische Jüdin russisch-jüdischer Abstammung.
Sie begannen schon in jungen Jahren, Filme zu machen, inspiriert von ihrem filmbegeisterten Vater Alberto. Die beiden absolvierten die Columbia Grammar & Preparatory School in Manhattan. An der Boston University gründeten sie gemeinsam mit Alex Kalman, Sam Lisenco (Szenenbildner), Brett Jutkiewicz (Kameramann) und Zachary Treitz (Tontechniker) das Kreativkollektiv Red Bucket Films. Josh und Benny Safdie machten 2007 bzw. 2008 ihren Abschluss am Boston University College of Communication. Sie behaupten, dass „die Turbulenzen ihrer Jugend“ als Kinder geschiedener Eltern eine Inspiration für ihre spätere Arbeit geworden seien. Der berühmte israelisch-kanadische Architekt Mosche Safdie ist ihr Großonkel und somit sind sie auch mit seinem Sohn, dem Dramatiker Oren Safdie, verwandt.
Die Brüder wuchsen als Basketballfans der New York Knicks auf. Das Duo versucht, jedes Spiel gemeinsam zu verfolgen. Basketball spielt eine große Rolle in ihren Filmen Lenny Cooke und Der schwarze Diamant.

### Elara Pictures
Die Safdies waren 2014 Mitgründer der Produktionsfirma Elara Pictures. Das Unternehmen produzierte die Spielfilme Mad Love in New York, Good Time und Der schwarze Diamant der Safdies, Owen Klines Spielfilm-Regiedebüt Funny Pages und die HBO-Serie Chillin Island.

## Filmografie (Auswahl)

### Spielfilme
| Jahr | Titel                                    | Regie | Drehbuch | Produktion      | Kamera | Schnitt | Schauspieler |
| ---- | ---------------------------------------- | ----- | -------- | --------------- | ------ | ------- | ------------ |
| 2008 | The Pleasure of Being Robbed             | Josh  | Josh     | Josh            | Josh   | Benny   | Josh         |
| 2009 | Go Get Some Rosemary                     | ✘     | ✘        | ✘ (co-producer) | ✘      | ✘       | Josh         |
| 2014 | Mad Love in New York (Heaven Knows What) | ✘     | Josh     |                 |        | Benny   |              |
| 2017 | Good Time                                | ✘     | Josh     |                 |        | Benny   | Benny        |
| 2019 | Der schwarze Diamant                     | ✘     | ✘        |                 |        | Benny   |              |

### Kurzfilme
Nur Josh
| Jahr | Titel                               | Regie | Drehbuch | Kamera | Schnitt | Schauspieler | Anmerkung                  |
| ---- | ----------------------------------- | ----- | -------- | ------ | ------- | ------------ | -------------------------- |
| 2002 | Lethargy                            | ✘     | ✘        |        |         |              |                            |
| 2004 | Alberto Lives in a Bathroom         | ✘     | ✘        |        |         | Benny        |                            |
| 2006 | If You See Something, Say Something | ✘     | ✘        | ✘      | ✘       | Benny        | Drehbuch stammt von Beiden |
| 2006 | We’re Going to the Zoo              | ✘     | ✘        |        |         | ✘            |                            |
| 2006 | I Think I’m Missing Parts           | ✘     | ✘        |        |         | Benny        |                            |
| 2007 | The Back of Her Head                | ✘     | ✘        |        |         |              |                            |
| 2007 | Jerry Ruis, Shall We Do This?       | ✘     |          |        |         |              |                            |
| 2012 | Lose Her Island                     | ✘     |          |        |         |              |                            |
| 2013 | Heartland                           | ✘     |          |        |         |              |                            |

Beide
| Jahr | Titel                              | Regie | Drehbuch | Kamera | Schnitt | Schauspieler | Anmerkung          |
| ---- | ---------------------------------- | ----- | -------- | ------ | ------- | ------------ | ------------------ |
| 2005 | The Adventures of Slaters’s Friend | ✘     | ✘        |        | Benny   |              |                    |
| 2006 | The Ralph Handel Story             | ✘     |          | Josh   | Benny   | ✘            |                    |
| 2008 | There’s Nothing You Can Do         | ✘     | ✘        | Josh   | ✘       | Benny        |                    |
| 2010 | John’s Gone                        | ✘     | ✘        | Josh   | ✘       | Benny        |                    |
| 2010 | Why? (This Movie Exists)           | ✘     |          |        |         | Benny        |                    |
| 2011 | Straight Hustle                    | ✘     |          |        |         |              | Dokumentarkurzfilm |
| 2012 | The Black Balloon                  | ✘     | ✘        |        | ✘       |              |                    |
| 2012 | The Trophy Hunter                  | ✘     | ✘        | Josh   | Josh    |              |                    |
| 2012 | Solid Gold                         | ✘     |          | Josh   |         | Benny        |                    |
| 2020 | Goldman v Silverman                | ✘     | ✘        | Josh   |         | Benny        |                    |

### Musikvideos
| Jahr | Künstler              | Titel                   | Album                                           | Rolle der Safdies |
| ---- | --------------------- | ----------------------- | ----------------------------------------------- | ----------------- |
| 2015 | Ariel Pink            | I Need a Minute         | Heaven Knows What: Original Music From the Film | Regisseure        |
| 2017 | Jay-Z                 | Marcy Me                | 4:44                                            | Regisseure        |
| 2017 | Oneohtrix Point Never | The Pure and the Damned | Good Time (Original Motion Picture Soundtrack)  | Regisseure        |
| 2019 | Brockhampton          | Sugar                   | Ginger                                          | Produzenten       |
| 2020 | Oneohtrix Point Never | Lost But Never Alone    | Magic Oneohtrix Point Never                     | Regisseure        |

## Auszeichnungen
| Jahr | Preis                                | Kategorie                               | Film                 | Ergebnis  |
| ---- | ------------------------------------ | --------------------------------------- | -------------------- | --------- |
| 2009 | Filmfestival von Cannes              | CICAE                                   | Go Get Some Rosemary | Nominiert |
| 2009 | Filmfestival von Gijón               | Bester Film                             | Go Get Some Rosemary | Nominiert |
| 2011 | Independent Spirit Award             | John-Cassavetes-Preis                   | Go Get Some Rosemary | Gewonnen  |
| 2012 | Filmfestival von Stockholm           | Bester Kurzfilm                         | The Black Balloon    | Nominiert |
| 2012 | Sundance Film Festival               | Preis der Jury – Bester Kurzfilm        | The Black Balloon    | Gewonnen  |
| 2012 | Sundance Film Festival               | Großer Preis der Jury – Bester Kurzfilm | The Black Balloon    | Nominiert |
| 2014 | Black Reel Award                     | Bester Independent-Dokumentarfilm       | Lenny Cooke          | Nominiert |
| 2014 | AFI Fest                             | American Independents                   | Mad Love in New York | Nominiert |
| 2014 | Filmfestival von Stockholm           | Bester Film                             | Mad Love in New York | Nominiert |
| 2015 | Gotham Award                         | Bester Film                             | Mad Love in New York | Nominiert |
| 2015 | Gotham Award                         | Publikumspreis                          | Mad Love in New York | Nominiert |
| 2016 | Independent Spirit Award             | Bester Schnitt                          | Mad Love in New York | Nominiert |
| 2016 | Independent Spirit Award             | John-Cassavetes-Preis                   | Mad Love in New York | Nominiert |
| 2017 | Awards Circuit Community Awards      | Honorable Mentions                      | Good Time            | Gewonnen  |
| 2017 | Filmfestival von Cannes              | Goldene Palme                           | Good Time            | Nominiert |
| 2017 | Gotham Award                         | Bester Film                             | Good Time            | Nominiert |
| 2017 | Gotham Award                         | Publikumspreis                          | Good Time            | Nominiert |
| 2018 | Independent Spirit Award             | Beste Regie                             | Good Time            | Nominiert |
| 2018 | Independent Spirit Award             | Bester Schnitt                          | Good Time            | Nominiert |
| 2019 | Gotham Award                         | Bester Film                             | Der schwarze Diamant | Nominiert |
| 2019 | Gotham Award                         | Publikumspreis                          | Der schwarze Diamant | Nominiert |
| 2019 | Los Angeles Film Critics Association | Bester Schnitt                          | Der schwarze Diamant | Nominiert |
| 2019 | National Board of Review             | Bestes Originaldrehbuch                 | Der schwarze Diamant | Gewonnen  |
| 2019 | New York Film Critics Circle         | Beste Regie                             | Der schwarze Diamant | Gewonnen  |
| 2019 | San Diego Film Critics Society       | Beste Regie                             | Der schwarze Diamant | Gewonnen  |
| 2019 | San Diego Film Critics Society       | Bester Schnitt                          | Der schwarze Diamant | Nominiert |
| 2019 | San Diego Film Critics Society       | Bestes Originaldrehbuch                 | Der schwarze Diamant | Nominiert |
| 2019 | Seattle Film Critics Society         | Beste Regie                             | Der schwarze Diamant | Nominiert |
| 2019 | Seattle Film Critics Society         | Bester Filmschnitt                      | Der schwarze Diamant | Nominiert |
| 2020 | Critics’ Choice Movie Awards         | Beste Regie                             | Der schwarze Diamant | Nominiert |
| 2020 | Critics’ Choice Movie Awards         | Bester Schnitt                          | Der schwarze Diamant | Nominiert |
| 2020 | Independent Spirit Award             | Beste Regie                             | Der schwarze Diamant | Gewonnen  |
| 2020 | Independent Spirit Award             | Bester Schnitt                          | Der schwarze Diamant | Gewonnen  |
| 2020 | Independent Spirit Award             | Bestes Drehbuch                         | Der schwarze Diamant | Nominiert |

## Einflüsse
Zu ihren künstlerischen Einflüssen gehören die Filme von John Cassavetes, Martin Scorsese und Quentin Tarantino sowie Werke des Underground-Comix-Künstlers Robert Crumb und des Autors Irvine Welsh. Benny nannte Ein zum Tode Verurteilter ist entflohen von Robert Bresson und Josh nannte Vittorio De Sicas Fahrraddiebe als seinen Lieblingsfilm.